# Александър Чекановски
Алекса̀ндер Пьо̀тър Чекано̀вски (на полски: Aleksander Piotr Czekanowski; на руски: Александр Лаврентьевич Чекановский) е полски геолог и изследовател, участник в Януарското въстание, известен със своите изследвания, проведени по време на заточението си в Сибир.

## Произход и младежки години (1833 – 1869)
Роден е на 12 февруари 1833 година (стар стил) в Кременец, Руска империя (днес в Украйна). Учи в Киевския университет, но не се дипломира.
За участие в полското Януарско въстание през 1863 – 1864 г. е арестуван и затворен в Киевския затвор. Успява да избяга, но отново е задържан и осъден на безсрочно заточение в Сибир, като пътя от Киев до Тоболск трябва да премине пеша. По близо 2500-километровия маршрут събира богата ентомологична колекция.
При пристигането си в Тоболск е разпределен на заточение в Томск, където заболява от коремен тиф, последствията от който са периодични психически разстройства. След като се оправя малко от болестта, през 1866 г. е заточен в Братск, където започва да се увлича от геология. С ходатайството на академик Фьодор Шмид е преместен в Иркутск и е предаден в разпореждане на Сибирския отдел на Руското географско дружество.

## Експедиционна дейност (1869 – 1875)

### Експедиции в Сибир (1869 – 1872)
От 1869 до 1875 г. извършва няколко експедиции в Източен Сибир.
През 1869 – 1872 г. по разпореждане на Сибирския отдел изследва геоложкия строеж на Иркутска губерния, като през 1869 г. заделя като самостоятелна морфографска единица Приморския хребет (1728 м), простиращ се покрай западния бряг на езерото Байкал.

### Изследвания между р. Енисей и р. Лена (1872 – 1875)
През 1872 г. Чекановски предлага на Географското дружество да изследва територията между Енисей и Лена, която по това време все още е едно „голямо бяло петно“. Дружеството го натоварва да оглави малка изследователска експедиция, която да продължи две години. В състава ѝ е назначен като астроном и физик Фердинанд Фердинандович Милер. От 1872 до 1875 г. двамата изследват Средносибирското плато. През лятото на 1873 г. изследват цялото течение (2989 км) на река Долна Тунгуска. Откриват прочутите средносибирски трапи. В началото на 1874 г. от Иркутск Чекановски и Милер с двама местни водачи се придвижват до Долна Тунгуска и се спускат по нея до 63º с.ш. След това продължават на север-северозапад и през април достигат до изворите на река Вилюй (66°00′ с. ш. 104°00′ и. д. / 66° с. ш. 104° и. д.). През юни достигат на север до река Мойеро (десен приток на Котуй от басейна на Хатанга). От Мойеро двамата пресичат възвишението Букочан и достигат до река Оленьок на 150 км надолу от извора ѝ и през юли със сал започват спускане по реката. В края на септември достигат до 70º 30` с.ш., и когато реката замръзва продължават надолу с еленови впрягове и достигат до устието ѝ в началото на ноември. След това се завръщат пак на 70º 30` с.ш., изкачват се по един от десните притоци на Оленьок, пресичат вододела между Оленьок и Лена и се спускат по последната до селището Булун. От там през Верхоянск се добират до Якутск и през януари 1875 г. се завръщат в Иркутск.

### Изследване на р. Лена (1875)
През 1875 г. изследва река Лена на разстояние около 1200 км, от Якутск до устието на левия ѝ приток Аякит. Изкачва се по Аякит до извора ѝ, отново пресича Оленьокско-ленския вододел и по река Келимяр се спуска до Оленьок. По този начин открива възвишение, което впоследствие по предложение на Едуард Тол е наименувано Чекановски (350 км, 529 м). От устието на Келимяр се спуска по Оленьок до устието ѝ, през септември отново пресича вододела между Лена и Оленьок и в края на декември се завръща в Иркутск.

## Последни години (1875 – 1876)
След завръщането от последната си експедиция получава известие, че е амнистиран, завръща се в Петербург и започва да обработва събраните материали, но не му е съдено да ги завърши. На 18 октомври 1876 г. (стар стил) се самоубива, като се отравя, а материалите му са издадени едва през 1896 г. под названието „Дневник экспедиции по рекам Нижней Тунгуске, Оленеку и Лене в 1873 – 1875 гг.“ (СПБ, 1896).

## Памет
Неговото име носят:
- връх Чекановски (51°29′ с. ш. 103°41′ и. д. / 51.483333° с. ш. 103.683333° и. д.), в планината Източен Саян, на югозапад от езерото Байкал;
- възвишение Чекановски (72°22′ с. ш. 123°47′ и. д. / 72.366667° с. ш. 123.783333° и. д., 529 м), в Северна Якутия.